# Lucio Emilio Junco
Lucio Emilio Junco (en latín: Lucius Aemilius Juncus) fue un filósofo y senador romano que vivió a finales del siglo I y principios del siglo II y desarrolló su cursus honorum bajo los reinados de Nerva, Trajano, y Adriano. Fue cónsul sufecto en el año 127 junto con Sexto Julio Severo.

## Vida y carrera
Según John Oliver, Junco provenía de una familia de rango ecuestre originaria de la ciudad de Trípoli en Fenicia. Una tésera de plomo encontrada en Beirut da fe de un procurador de Siria llamado Lucio Emilio Junco, quien ha sido identificado con este cónsul o con el cónsul sufecto homónimo del año 179 que fue exiliado en 183. En cualquier caso, Junco probablemente no esté relacionado con la rama patricia de la gens Emilia, aunque pudo ser descendiente de un cliente o liberto de un miembro de esa familia.
Oliver sugiere que Junco se casó con Varia Arquelao, la hija de Tiberio Vario Celiano, el diadoco de una escuela filosófica en Atenas entre 107 y 120, la boda debió haber sido antes de su consulado, porque "un viri consularis habría contraído presumiblemente un matrimonio más prestigioso que con la hija de un filósofo". Oliver se pregunta si es posible que Junco hubiera conocido a Varia mientras visitaba Atenas como miembro del séquito del emperador Adriano en el año 125.
Una carta de Adriano dirigida a los ciudadanos de Coronea en 135 muestra que nombró a Emilio Junco como Legado de Acaya, para investigar y supervisar las obras de construcción en la región de Beocia que habían estado enfrentando diez años de retrasos.
Con Varia, Junco tuvo al menos un hijo conocido, también llamado Lucio Emilio Junco, cónsul sufecto en el año 179, y dos hijos más cuyos nombres se desconocen. Hay evidencia de que Junco el Viejo aún vivía cuando su hijo fue nombrado cónsul.

## Escritos
Oliver nos dice que esta convencido de que Junco es el autor de un tratado filosófico llamado Περὶ Γἡρῳς ("Sobre la vejez"), del cual se conservó un extenso extracto en la antología de Estobeo.